# Bitconnect
是加密货币界中的高收益投资龐茲騙局之一，宣稱每日可得到1%的報酬率。2018年1月16日，Bitconnect平台關閉，其货币价值暴跌，並於2018年8月10日後，終止任何交易。

## 进入公众视野
社交媒体人物Trevon James和CryptoNick是Bitconnect论坛的常客，CryptoNick更是称自己为“17岁的加密货币百万富翁”。另外最令人瞩目，并在网络爆红的是一段主题演讲视频。视频拍摄在一次在泰国的Bitconnect宣传活动中，邀请嘉宾卡洛斯·马托斯（Carlos Matos）情绪激昂，极力鼓吹Bitconnect以及自己的投资经历。尤其在货币价值暴跌后，视频得到了病毒式的传播。

## 批判和暴跌
从货币发行以来，Bitconnect的多層次傳銷结构就令人怀疑是龐茲騙局。以太坊创始人維塔利克·布特林更是直言不讳地指出这是一场骗局。Bitconnect市值一度跻身所有加密货币的前20位，并在2017年12月达到历史最高位463美元。但直到次年1月底，其市值连续跳水至5.92美元。Youtuber "希多BitWhale"在2017年10月27日Youtube發布了一個影片，以種種疑點，批判Bitconnect為龐茲騙局
在经历市值跳水时，Bitconnect声称将以代币方式偿还所有剩余贷款，汇率为每BCC 363.62美元。然而与此同时货币市值已跌破10美元，使得这笔支付对投资人追回钱款几乎没有帮助。

## 法律问题
2018年1月16日，Bitconnect宣布将关闭旗下交易所，并暂停贷款业务。其收到了来自德克萨斯州和北卡罗来纳州监管机构的关停命令。
2018年1月31日，肯塔基西区地方法院授予临时限制令冻结Bitconnect资产，并调查虚拟货币钱包和交易账户地址，以及90天内的资金去向。

## 註解
1. ↑  每日1%代表每年365%，已遠遠超出傳統投資工具不超過每年10%的報酬率，依據金融基本定律，投資的風險與報酬成正比，投資者若要求更多的報酬，就需要承擔更大的風險